# Hibbertia moratii
Hibbertia moratii är en tvåhjärtbladig växtart som beskrevs av J.M. Veillon. Hibbertia moratii ingår i släktet Hibbertia och familjen Dilleniaceae. Inga underarter finns listade i Catalogue of Life.